# الهام کردا
الهام کُردا (زاده ۱۷ آذر ۱۳۵۷) بازیگر و کارگردان تئاتر ایرانی است. او کارشناسی خود را در رشته طراحی صحنه دریافت کرده و از سال ۱۳۸۰ فعالیت در تئاتر را آغاز کرد؛ و بیش از ۲۴ سال است که به فعالیت در زمینهٔ نمایش و بازیگری مشغول است.

## فیلم‌شناسی

### سینمایی
| سال  | عنوان                | کارگردان                   |
| ---- | -------------------- | -------------------------- |
| ۱۴۰۳ | وحشی                 | شراره سروش                 |
| ۱۴۰۱ | وزن بودن             | محمد اسدنیا                |
| ۱۴۰۰ | بدون قرار قبلی       | بهروز شعیبی                |
| ۱۳۹۷ | سرکوب                | رضا گوران                  |
| ۱۳۹۶ | همچنان که می‌مردم     | مصطفی سیاری                |
| ۱۳۹۶ | آندرانیک             | حسین مهکام                 |
| ۱۳۹۵ | موج اف ام ردیف ۴۸    | کیارش اسدی زاده            |
| ۱۳۹۴ | بیست هفته            | مسعود قراگزلو              |
| ۱۳۹۴ | رگ خواب              | حمید نعمت‌الله              |
| ۱۳۹۴ | به دنیا آمدن         | محسن عبدالوهاب             |
| ۱۳۹۳ | ارغوان               | امید بنکدار کیوان علی‌محمدی |
| ۱۳۹۲ | فرشته‌ها با هم می‌آیند | حامد محمدی                 |
| ۱۳۹۲ | بلوک۹ خروجی۲         | علیرضا امینی               |
| ۱۳۹۲ | ملبورن               | نیما جاویدی                |
| ۱۳۹۱ | حوض نقاشی            | مازیار میری                |
| ۱۳۹۰ | برف روی کاج‌ها        | پیمان معادی                |
| ۱۳۹۰ | هفتم                 | مسعود قراگوزلو             |

### مجموعه تلویزیونی
| ۱۳۹۴ | تعبیر وارونه یک رؤیا | فریدون جیرانی               |
| ۱۳۹۲ | مهرآباد              | فرید سجادی حسینی            |
| ۱۳۹۲ | داوران               | احمد امینیبیژن میرباقری     |
| ۱۳۹۱ | حیرانی               | کیوان علی محمدی امید بنکدار |
| ۱۳۹۰ | رازهای یک خانه       | حمید لبخنده                 |
| ۱۳۸۰ | با من بمان           | حمید لبخنده                 |

### شبکه نمایش خانگی
| سال  | عنوان        | کارگردان       |
| ---- | ------------ | -------------- |
| ۱۴۰۳ | ازازیل       | حسن فتحی       |
| ۱۴۰۰ | ساخت ایران ۳ | بهمن گودرزی    |
| ۱۳۹۹ | ملکه گدایان  | حسین سهیلی‌زاده |
| ۱۳۹۸ | کرگدن        | کیارش اسدی‌زاده |
| ۱۳۹۷ | نهنگ آبی     | فریدون جیرانی  |
| ۱۳۹۲ | شاهگوش       | داوود میرباقری |

## تئاتر

### بازیگر
- شنیدن به کارگردانی امیررضا کوهستانی
- بداهه به کارگردانی آروند دشت آرای[۵]
- آهواره به کارگردانی احسان گودرزی
- مالی سویینی به کارگردانی مرتضی میرمنتظمی
- خنکای ختم خاطره به کارگردانی نیما دهقان
- تماشاچی محکوم به اعدام به کارگردانی روح‌الله جعفری
- آنفلوانزای خوکی به کارگردانی نیما دهقان
- زنی از گذشته به کارگردانی محمد عاقبتی
- خاموشی دریا به کارگردانی نیما دهقان و بازنویسی رضا گوران
- ۱۷ دی کجا بودی؟ به کارگردانی امیررضا کوهستانی[۶]
- پالتوی پشمی قرمز (به کارگردانی افسانه ماهیان)[۴]
- دو لیتر در دو لیتر صلح (به کارگردانی حمیدرضا آذرنگ)[۴]
- هم هوایی به کارگردانی افسانه ماهیان
- سه جلسه تراپی به کارگردانی افسانه ماهیان
- تن‌تن و راز قصر مونداس به کارگردانی آروند دشت آرای
- از زیرزمین تا پشت بام به کارگردانی افسانه ماهیان
- زبان تمشک‌های وحشی به کارگردانی شیوا مسعودی
- نفر دوم به کارگردانی مهین صدری

### کارگردان
- پرشین کت؛ ۱۳۹۰[۷][۸]
- چهار دقیقه ؛۱۳۹۸ (طراح و کارگردان)
- این یک تیتر زرد نیست ؛۱۳۹۸

## جوایز و افتخارات
- نامزد سیمرغ بلورین بهترین بازیگر نقش اول زن از سی و چهارمین دوره جشنواره فیلم فجر برای فیلم به دنیا آمدن[۹][۱۰]
- نامزد بهترین بازیگر نقش اول زن از بیست و یکمین جشن سینمای ایران برای فیلم به دنیا آمدن
- نامزد تندیس حافظ بهترین بازیگر زن درام در پانزدهمین دوره جشن حافظ برای سریال تعبیر وارونه یک رؤیا
- نامزد تندیس حافظ بهترین بازیگر زن در بیستمین دوره جشن حافظ برای فیلم به دنیا آمدن